# Пять манатов
Пять мана́тов (азерб. beş manat, туркм. bäş manat) — номинал банкнот и монет азербайджанского маната и туркменского маната. В настоящее время выпускаются только памятные монеты.

## Банкноты

### Вышли из обращения
| Страна                                                                                                | Изображение     | Изображение       | Размеры (мм) | Основные цвета        | Описание                                 | Описание                                                            | Дата выпуска | Дата выхода из обращения |
| Страна                                                                                                | Лицевая сторона | Оборотная сторона | Размеры (мм) | Основные цвета        | Лицевая сторона                          | Оборотная сторона                                                   | Дата выпуска | Дата выхода из обращения |
| --- | --------------- | ----------------- | ------------ | --------------------- | ---------------------------------------- | ------------------------------------------------------------------- | ------------ | ------------------------ |
| Азербайджан                                                                                           |                 |                   | 125×63       | коричневый фиолетовый | Девичья башня                            | надпись «AZƏRBAYCAN MİLLİ BANKI» и обозначение номинала «BEŞ manat» | 1993         | 2005                     |
| Туркмения                                                                                             |                 |                   | 126×63       | синий, голубой        | музыкальное училище им. Д. Овезова Ритон | мавзолей Абу-Саида                                                  | 1993         | 2009                     |
| Масштаб изображений — 1,0 пикселя на миллиметр. Даты, обозначенные курсивом, на банкнотах не указаны. |                 |                   |              |                       |                                          |                                                                     |              |                          |

### Находятся в обращении
| Страна                                                                                                | Изображение     | Изображение       | Размеры (мм) | Основные цвета        | Описание                                                                                          | Описание                                                                                     | Дата выпуска |
| Страна                                                                                                | Лицевая сторона | Оборотная сторона | Размеры (мм) | Основные цвета        | Лицевая сторона                                                                                   | Оборотная сторона                                                                            | Дата выпуска |
| --- | --------------- | ----------------- | ------------ | --------------------- | ------------------------------------------------------------------------------------------------- | -------------------------------------------------------------------------------------------- | ------------ |
| Азербайджан                                                                                           |                 |                   | 127×70       | оранжевый             | музей Азербайджанской литературы, книги, часть гимна Азербайджана, буквы азербайджанской латиницы | карта Азербайджана на фоне наскальных рисунков в Гобустанe, текст на древнетюркском алфавите | 2005         |
| Азербайджан                                                                                           |                 | 2009              | 127×70       | оранжевый             | музей Азербайджанской литературы, книги, часть гимна Азербайджана, буквы азербайджанской латиницы | карта Азербайджана на фоне наскальных рисунков в Гобустанe, текст на древнетюркском алфавите |              |
| Туркмения                                                                                             |                 |                   | 126×63       | коричневый, оливковый | портрет Ахмада Санджара                                                                           | Арка Нейтралитета                                                                            | 2009         |
| Туркмения                                                                                             |                 | 2012              | 126×63       | коричневый, оливковый | портрет Ахмада Санджара                                                                           | Арка Нейтралитета                                                                            |              |
| Масштаб изображений — 1,0 пикселя на миллиметр. Даты, обозначенные курсивом, на банкнотах не указаны. |                 |                   |              |                       |                                                                                                   |                                                                                              |              |

## Памятные монеты
Памятные монеты номиналом в 5 манатов выпускаются в Азербайджане с 2009 года. В Туркмении монеты этого номинала не выпускаются.

### Серия «Европейские игры 2015»
Монеты отчеканены из серебра 999 пробы в качестве proof на Королевском монетном дворе Великобритании, выпущены наборами в деревянных коробочках и в индивидуальных коробочках. Монеты с аналогичным дизайном были выпущены также из медно-никелевого сплава и золота.
Аверс: герб и название государства, орнамент из 8-угольной звезды и полумесяца, номинал.
Реверс: сцена соответствующего вида спорта и надписи на азерб. I AVROPA OYUNLARI и англ. BAKU 2015 FIRST EUROPEAN GAMES — «Баку 2015 Первые Европейские игры».
Номинал: 5 манатов. Масса: 31,21 г. Диаметр: 38,61 мм. Тираж: 200 шт.
| 2015 |        | Борьба     |  | 2015 |                  | Прыжки в воду |
| 2015 |        | Гимнастика |  | 2015 | Стрельба из лука |               |
| 2015 | Гребля |            |  |      |                  |               |

### Другие памятные монеты
| 2009 | | 85-летие Нахичеванской Автономной Республики |
| 2009 | Аверс: карта Азербайджана и год выпуска на фоне лучей Солнца и растительного орнамента, название государства и номинал. Реверс: изображения мавзолеев Момине-хатун, Юсифа ибн Кусейра, Гюлистан, в селе Карабаглар и Джугинского моста, даты «1924 2009» и надпись на азерб. NAXÇIVAN MUXTAR RESPUBLİKASI 85 İL, колосья пшеницы. Гурт: рубчатый. Отчеканена на Австрийском монетном дворе. Номинал: 5 манатов. Материал: серебро-999. Масса: 31,107 г. Диаметр: 37 мм. Тираж: 1000 шт. |                                              |
| 2010 | | 135-летие национальной прессы                |
| 2010 | Аверс: карта Азербайджана, название государства, номинал и год выпуска. Реверс: портрет Гасан-бека Зардаби и его имя на азерб. HƏSƏN BƏY ZƏRDABİ, название первой газеты на азербайджанском языке — азерб. اکينچي — «Экинчи». Гурт: рубчатый. Отчеканена на Австрийском монетном дворе. Номинал: 5 манатов. Материал: серебро-999. Масса: 31,1 г. Диаметр: 37 мм. Тираж: 1000 шт. |                                              |
| 2012 | | 20-летие Национального банка Азербайджана    |
| 2012 | Аверс: герб и название государства, номинал и год выпуска. Реверс: число «20», символ маната и орнамент, надпись на азерб. AZƏRBAYCAN RESPUBLİKASININ MƏRKƏZİ BANKI 20 İL. Гурт: рубчатый. Отчеканена на Австрийском монетном дворе. Номинал: 5 манатов. Материал: серебро-999. Масса: 31,1 г. Диаметр: 37 мм. Тираж: 1000 шт. |                                              |
| 2015 | | Железная дорога Баку — Тбилиси — Карс        |
| 2015 | Аверс: герб и название государства, орнамент из 8-угольной звезды и полумесяца, номинал. Реверс: поезд, надпись на англ. BAKU-TBILISI-KARS RAILWAY. Гурт: рубчатый. Отчеканена на Королевском монетном дворе Великобритании. Номинал: 5 манатов. Материал: серебро-999. Масса: 31,21 г. Диаметр: 38,61 мм. Тираж: 1000 шт. |                                              |
| 2015 | | Azerspace-1                                  |
| 2015 | Аверс: герб и название государства, орнамент из 8-угольной звезды и полумесяца, номинал. Реверс: изображение спутника на орбите Земли на фоне его названий, надпись на азерб. 8 FEVRAL 2013 AZƏRSPACE-1 İLK TELEKOMMUNİKASİYA PEYKİ и англ. FIRST SATELLITE. Гурт: рубчатый. Отчеканена на Королевском монетном дворе Великобритании. Номинал: 5 манатов. Материал: серебро-999. Масса: 31,21 г. Диаметр: 38,61 мм. Тираж: 1000 шт.                                                     |                                              |
| 2015 | | Трансанатолийский газопровод                 |
| 2015 | Аверс: герб и название государства, орнамент из 8-угольной звезды и полумесяца, номинал. Реверс: карта с изображением маршрута прокладки газопровода, его логотип, надпись на азерб. AZƏRBAYCAN TÜRKİYƏ. Гурт: рубчатый. Отчеканена на Королевском монетном дворе Великобритании. Номинал: 5 манатов. Материал: серебро-999. Масса: 31,21 г. Диаметр: 38,61 мм. Тираж: 1000 шт. |                                              |
| 2015 | | 20 лет Контракту века                        |
| 2015 | Аверс: герб и название государства, орнамент из 8-угольной звезды и полумесяца, номинал. Реверс: нефтяная платформа, портрет Гейдара Алиева на фоне лучей Солнца, его подпись, надпись на азерб. ƏSRİN MÜQAVİLƏSİ 20 il 1994-2014. Гурт: рубчатый. Отчеканена на Королевском монетном дворе Великобритании. Номинал: 5 манатов. Материал: серебро-999. Масса: 31,21 г. Диаметр: 38,61 мм. Тираж: 1000 шт.                                                                               |                                              |